# Hannes-Meyer-Preis
Der Hannes-Meyer-Preis ist ein Architekturpreis des Landesverbandes Sachsen-Anhalt des BDA. Er wird für herausragende Projekte in Sachsen-Anhalt vergeben, die jeweils in den letzten Jahren gebaut wurden.

## Prämierte Objekte (unvollständig)
Der Hannes-Meyer-Preis wurde bisher unter anderem für folgende Bauobjekte vergeben:
| Jahr | Preis             | Ort                    | Titel/Bauwerk                                                                         | Architekt                                                               | Bauherr                                        | Bemerkungen                                       |
| ---- | ----------------- | ---------------------- | ------------------------------------------------------------------------------------- | ----------------------------------------------------------------------- | ---------------------------------------------- | ------------------------------------------------- |
| 2009 | Preis             | Eisleben               | Museum Luther-Geburtshaus                                                             | Springer Architekten                                                    |                                                |                                                   |
| 2009 | Anerkennung       | Nebra (Unstrut)        | Besucherzentrum Arche Nebra                                                           | Holzer Kobler Architekturen                                             | Burgenlandkreis                                |                                                   |
| 2009 | Anerkennung       | Drübeck                | Denkmalgerechter Umbau der Domänenscheunen des Evangelischen Zentrums Kloster Drübeck | Steinblock Architekten                                                  | Evangelische Kirche in Mitteldeutschland       |                                                   |
| 2012 | Preis             | Halle (Saale)          | Kunstmuseum Moritzburg                                                                | Nieto Sobejano Arquitectos S.L.P.                                       |                                                |                                                   |
| 2012 | Preis             | Magdeburg              | Lesezeichen Salbke                                                                    | Karo Architekten mit Architektur + Netzwerk, Sabine Eling-Saalmann      |                                                |                                                   |
| 2012 | Anerkennung       | Halle (Saale)          | Mehrfamilienhaus Mühlweg 24a                                                          | AMBRUS+CO architektur.design                                            |                                                |                                                   |
| 2012 | Anerkennung       | Halle (Saale)          | Kunststiftung Sachsen-Anhalt                                                          | AHM Architekten                                                         |                                                |                                                   |
| 2012 | Lobende Erwähnung | Sangerhausen           | Wohnanlage „Am Bergmann“                                                              | Brambach Architekten                                                    | Städtische Wohnungsbau GmbH                    |                                                   |
| 2012 | Lobende Erwähnung | Halle (Saale)          | Chirurgische Praxis Saaleklinik                                                       | cappellerarchitekten                                                    | M. Haak, E. Kröber, Dr. W. Lindemann-Sperfeld  |                                                   |
| 2015 | Preis             | Lutherstadt Eisleben   | Museum Luthers Sterbehaus                                                             | Architekturbüro VON M                                                   | Stiftung Luthergedenkstätten in Sachsen-Anhalt |                                                   |
| 2015 | Anerkennung       | Halle (Saale)          | Wohn- und Geschäftshaus Leitergasse 3a                                                | snarq architekten                                                       |                                                |                                                   |
| 2015 | Anerkennung       | Druxberge              | Haus Stein                                                                            | Jan Rösler                                                              |                                                |                                                   |
| 2015 | Lobende Erwähnung | Lutherstadt Wittenberg | Erweiterung Melanchthonhaus Wittenberg                                                | dietzsch & weber                                                        | Stiftung Luthergedenkstätten in Sachsen-Anhalt | gelungene städtebauliche Einbindung eines Neubaus |
| 2015 | Lobende Erwähnung | Tangermünde            | Ev. Gemeindezentrum Christophorushaus                                                 | DRESSLER ARCHITEKTEN                                                    |                                                |                                                   |
| 2015 | Lobende Erwähnung | Gardelegen             | Sekundarschule Karl Marx                                                              | Architektengemeinschaft Zimmermann                                      |                                                |                                                   |
| 2018 | Preis             | Halle (Saale)          | Umbau und Erweiterung Textilmanufaktur                                                | snarq Architekten                                                       | Fokus Immobilien, Lindau                       |                                                   |
| 2018 | Anerkennung       | Halle (Saale)          | Königsviertel                                                                         | BRAMBACH DRESSLER                                                       | Hallesche Wohnungsgenossenschaft Freiheit eG   |                                                   |
| 2018 | Anerkennung       | Halle (Saale)          | Mediathek Burg Giebichenstein                                                         | F29 Architekten GmbH, Dresden / ZILA Freie Architekten                  | Land Sachsen-Anhalt                            | Burg Giebichenstein Kunsthochschule Halle         |
| 2018 | Anerkennung       | Lutherstadt Wittenberg | Erweiterung und Sanierung Schloss Wittenberg                                          | Bruno Fioretti Marquez                                                  | Lutherstadt Wittenberg                         |                                                   |
| 2018 | Lobende Erwähnung | Aschersleben           | Stadthaus                                                                             | qbatur Planungsgenossenschaft eG                                        |                                                |                                                   |
| 2018 | Lobende Erwähnung | Halle (Saale)          | Freier Kindergarten Riesenklein                                                       | COMPLIZEN Planungsbüro                                                  | Riesenklein gGmbH                              | kreativer Umgang mit Containermodulen             |
| 2018 | Lobende Erwähnung | Magdeburg              | Gemeindehaus in der Wallonerkirche                                                    | Steinblock Architekten GmbH                                             | Evangelisch-reformierte Gemeinde Magdeburg     |                                                   |
| 2021 | Preis             | Aschersleben           | Biomarkt in Aschersleben, Hohe Straße 6                                               | Architekten ArGe Hopf & Fuss                                            | Bauherr AGW mbH, Aschersleben                  |                                                   |
| 2021 | Anerkennung       | Halle (Saale)          | Kunsthochschule Burg Giebichenstein                                                   | cappellerarchitekten                                                    |                                                |                                                   |
| 2021 | Anerkennung       | Weißenfels             | Wohn- und Geschäftshaus Jüdenstraße                                                   | Dietzsch & Weber                                                        |                                                |                                                   |
| 2021 | Lobende Erwähnung | Gardelegen             | Besucher- und Dokumentationszentrum für die Gedenkstätte Isenschnibbe                 | BHBVT Gesellschaft von Architekten mbH                                  |                                                |                                                   |
| 2021 | Lobende Erwähnung | Dessau-Roßlau          | Wohnhaus Gropiusallee                                                                 | Heide von Beckerath mit Architekturbüro Seelbach + Frohnsdorf PartG mbB |                                                |                                                   |
| 2024 | Preis             | Merseburg              | Campus-Kindergarten – Umbau einer Telefonzentrale                                     | Aline Hielscher Architektur                                             | Studentenwerk Halle                            |                                                   |
| 2024 | Anerkennung       | Halle (Saale)          | Alte Schule – Wohnen am Pestalozzipark                                                | Enke Wulf Architekten                                                   | GWG Eigene Scholle                             |                                                   |
| 2024 | Anerkennung       | Lützen                 | Museum Lützen 1632                                                                    | Peter Zirkel und Naumann Wasserkampf                                    | Stadt Lützen                                   |                                                   |
| 2024 | Lobende Erwähnung | Salzwedel              | Einfeldsporthalle für die Förderschulen                                               | Atelier Schmelzer Weber und Höhne Fitschen + Partner Architekten        | Altmarkkreis Salzwedel                         |                                                   |
| 2024 | Lobende Erwähnung | Halle (Saale)          | Vereinshaus                                                                           | snarq                                                                   | Hallescher ISC                                 |                                                   |